# Panazol
Panazol is een gemeente in het Franse departement Haute-Vienne (regio Nouvelle-Aquitaine). De plaats maakt deel uit van het arrondissement Limoges. Panazol telde op 1 januari 2022 11.207 inwoners.
Panazol was tot het midden van de 20e eeuw een landbouwgemeente. Vanaf de jaren 1960 kende de gemeente een sterke verstedelijking en bevolkingsgroei door de ligging naast Limoges. Qua bevolking is het de op twee na grootste gemeente van Haute-Vienne.

## Geografie
De oppervlakte van Panazol bedroeg op 1 januari 2022 20,05 vierkante kilometer; de bevolkingsdichtheid was toen 559 inwoners per km². De gemeente ligt aan de Vienne. Verder stroomt de Auzette door de gemeente.
De onderstaande kaart toont de ligging van Panazol met de belangrijkste infrastructuur en aangrenzende gemeenten.

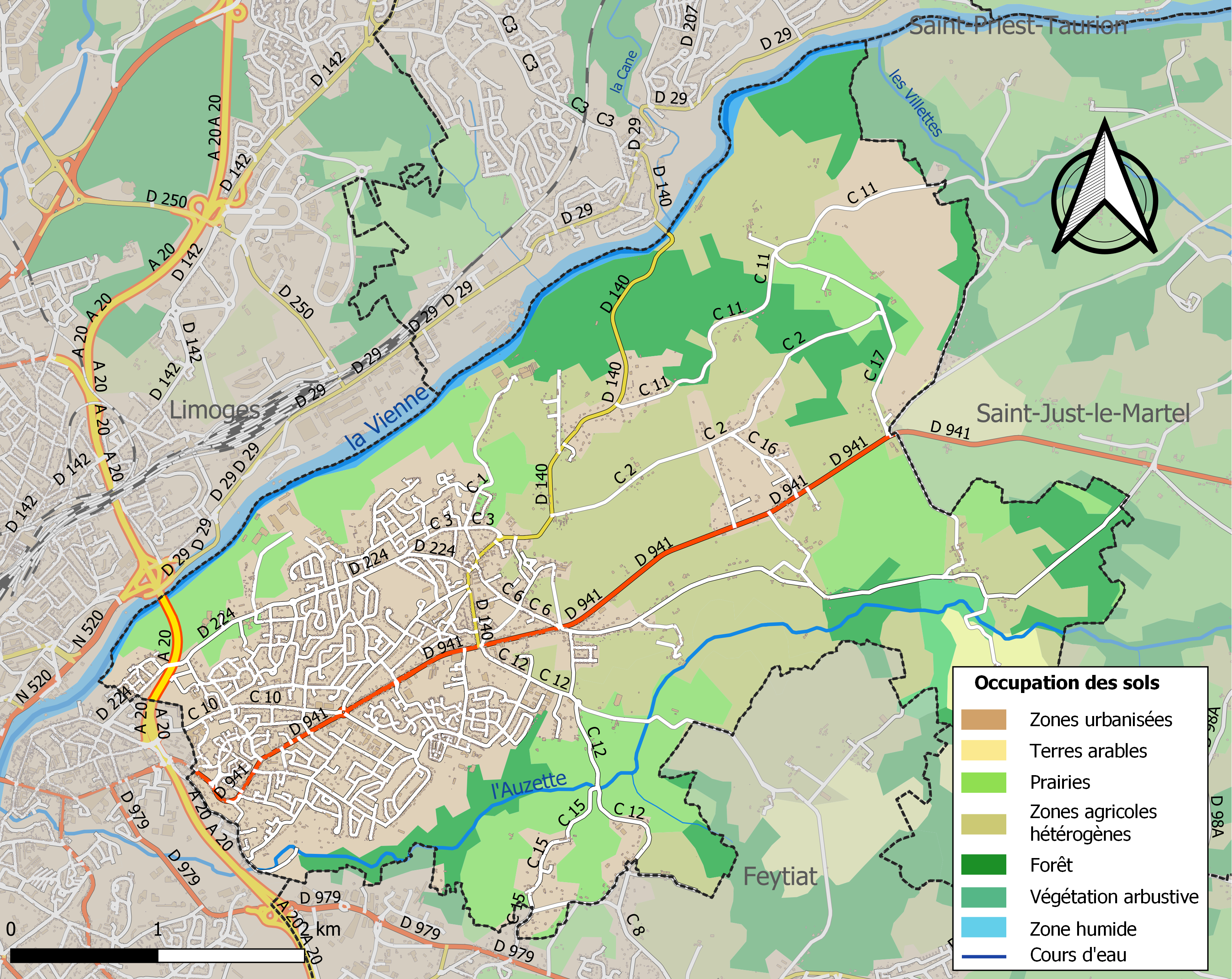

## Demografie
Onderstaande figuur toont het verloop van het inwonertal (bron: INSEE-tellingen).